# Бобринецька школа №5
Комунальний заклад "Загальноосвітня школа І-ІІІ ступенів №5" Бобринецької міської ради Кіровоградської області (З 2021 р. Комунальний заклад "Бобринецький ліцей №2") розташований по вулиці Миколаївській, 72 в місті Бобринці.

## Історія школи
Заклад створено З серпня 2016 року на базі загальноосвітньої школи І-ІІІ ступенів № 5. Історія школи бере початок із грудня 1841 року: у центрі міста було відкрито трьохкласну повітову школу, попечитилем якої був славнозвісний хірург Микола Іванович Пирогов. Корифей українського театру І.К. Карпенко-Карий навчався в даній школі з 1856 по 1859 рік. У 2021 році школу перейменовано у Комунальний заклад "Бобринецький ліцей №2" Бобринецької міської ради Кіровоградської області.

## Загальна інформація
На сьогодні в закладі функціонує 21 кабінет, вони обладнані мультимедійними засобами, два комп’ютерних класи, дві майстерні, спортивний зал, бібліотека, кабінет медичної сестри, кабінет психолога та соціального педагога. До послуг учнів Всесвітня мережа Internet. Для учнів НУШ  закуплено нові сучасні й зручні меблі.
З метою забезпечення умов для фізичного, інтелектуального, культурного становлення особистості кожного учня, досягнення ним рівня освіченості відповідного ступеня навчання, розвиток потенційних можливостей з урахуванням його пізнавальних інтересів і нахилів  колектив працює над проблемою "Від інноваційних технологій освіти і педагогічної майстерності вчителя до формування компетентної особистості учня". Приділяється увага диференціації навчання, розвитку критичного мислення, навичок самовдосконалення школярів, роботі з обдарованими і здібними учнями, залучення школярів до участі в конкурсах різних  рівнів.
Школярі є переможцями й лауреатами Міжнародних  конкурсів: мовно-літературного конкурсу учнівської та студентської молоді імені Тараса Шевченка, Міжнародного конкурсу з української мови імені Петра Яцика, епістолярного жанру, «Бобер», «Кенгуру»; Всеукраїнських конкурсів: «Об’єднаймось, брати мої»,  «Гринвіч», «Puzzle», «Левеня», українознавчої мовно-літературної гри «Соняшник» та інших.
Педагоги  КЗ "Загальноосвітня школа І-ІІІ ступенів №5" використовують теоретичні та практичні здобутки видатного педагога Василя Олександровича Сухомлинського і  прагнуть, щоб школа стала «…школою мислення, фундаментом творчих, розумових сил учнів».

## Відомі випускники
Випускниками школи в різні роки були тричі лауреат Державної премії Радянського Союзу, вчений, фізик-дослідник Петро Павлович Шумилов та Діденко Іван Сидорович - кандидат економічних наук, Екшиян Олександр Юрійович – кандидат біологічних наук, професор, інструктор із наукових досліджень на кафедрі отоларингології Центру досліджень раку ім. Файста й Уайлера в Луїзіанському державному університеті  (США),  доцент кримінального права в Одеській юридичній академії, начальник науково-дослідної частини Національного університету «Одеська юридична академія» Михайленко Дмитро Григорович.